# 13, rue Madeleine
Pour plus de détails, voir Fiche technique et Distribution.
13, rue Madeleine (13 Rue Madeleine) est un film américain réalisé par Henry Hathaway, sorti en 1947.

## Synopsis
Pendant la Seconde Guerre mondiale, le débarquement des Alliés en Normandie se prépare. Bob Sharkey, agent américain des services secrets, forme et entraîne un groupe de recrues volontaires pour une mission en France. Un espion allemand réussit à les infiltrer, Sharkey le démasque mais lui laisse ignorer qu’il est découvert pour mieux le manipuler. Dans ce but, il fait croire que le débarquement des Forces Alliées aura lieu en Hollande.
Parachuté en Normandie, le groupe doit localiser le siège de la Gestapo au 13 rue Madeleine au Havre, repérer et détruire les batteries de missiles V2 dissimulées par les Allemands pour protéger les côtes françaises. Mais l’agent nazi s’aperçoit que les renseignements qu’il a obtenus sont faux.

## Fiche technique
- Titre : 13, rue Madeleine
- Titre original : 13 Rue Madeleine
- Réalisation : Henry Hathaway
- Scénario : John Monks Jr et Sy Bartlett
- Musique : David Buttolph
- Photographie : Norbert Brodine
- Montage : Harmon Jones
- Décors : Thomas Little
- Costumes : René Hubert
- Société de production : Twentieth Century-Fox Film Corporation
- Production : Louis de Rochemont
- Tournage : Boston, Massachusetts et Québec, Canada
- Dates du tournage : de mai 1946 à août 1946
- Pays de production :  États-Unis
- Langue : anglais
- Format : Noir et blanc - 1,37:1 - Mono - 35 mm
- Genre : Action, guerre
- Durée : 95 minutes
- Dates de sortie :
  - États-Unis : 15 janvier 1947
  - France : 30 avril 1947
- Affiche : Constantin Belinsky (France)

## Distribution
- James Cagney : Robert Emmett 'Bob' Sharkey
- Annabella : Suzanne de Beaumont
- Richard Conte : William H. 'Bill' O'Connell
- Frank Latimore : Jeff Lassiter
- Walter Abel : Charles Gibson
- Melville Cooper : Pappy Simpson
- Sam Jaffe : Le maire Galimard

Acteurs non crédités
- Red Buttons
- Jean Del Val : Paysan français avec Wood
- Dick Gordon
- Reed Hadley : Le narrateur (voix)
- Alexander Kirkland : Officier instructeur
- Karl Malden
- E. G. Marshall : Emile
- Roland Winters : Van Duyval
- Blanche Yurka : Mme Thillot